# Il Natale di Grace
Il Natale di Grace (A Veteran's Christmas) è un film del 2018 diretto da Mark Jean.

## Trama
Grace, congedata con onore dai marine, dove durante la sua ultima missione il suo cane le ha salvato la vita, fa ritorno alla natia Cincinnati ma rimane bloccata per un guasto alla sua auto a River Crossing.
Mentre sta pensando al da farsi, un cane la avvicina e la accompagna in una casa, abitata dal giudice Joe Peterson che le offre momentaneamente ospitalità.
Grace è subito ben accolta da tutti, dai nipoti di Joe, dalla sorella e i due finiscono per innamorarsi, anche se l'uomo è alle prese con una difficile decisione lavorativa, deve decidere se trasferirsi a Chicago per un avanzamento di carriera.
Sullo sfondo anche il "fantasma" della sua ex.
Dopo un malinteso, Grace decide di tornare a Cincinnati, ma in extremis viene fermata sull'autobus che la stava riaccompagnando a casa.
Il finale è all'interno di una cascina, dove ogni anno gli abitanti di River Crossing festeggiano il Natale e tra la gioia di tutti e lo stupore di Grace ritrova “Natale” il suo cane, compagno dei suoi ultimi 6 anni di vita, che proprio grazie alla ex di Joe e del padre di quest’ultima, colonnello ormai in pensione riescono a ritrovarlo e condurlo da lei.
Alla fine lui decide di restare a fare il giudice a River Crossing e Grace accetta un lavoro sulla sicurezza sempre nella stessa città.

## Distribuzione
Il film è stato distribuito nelle sale cinematografiche nel 2018.